# Saint Michel (Larchant)

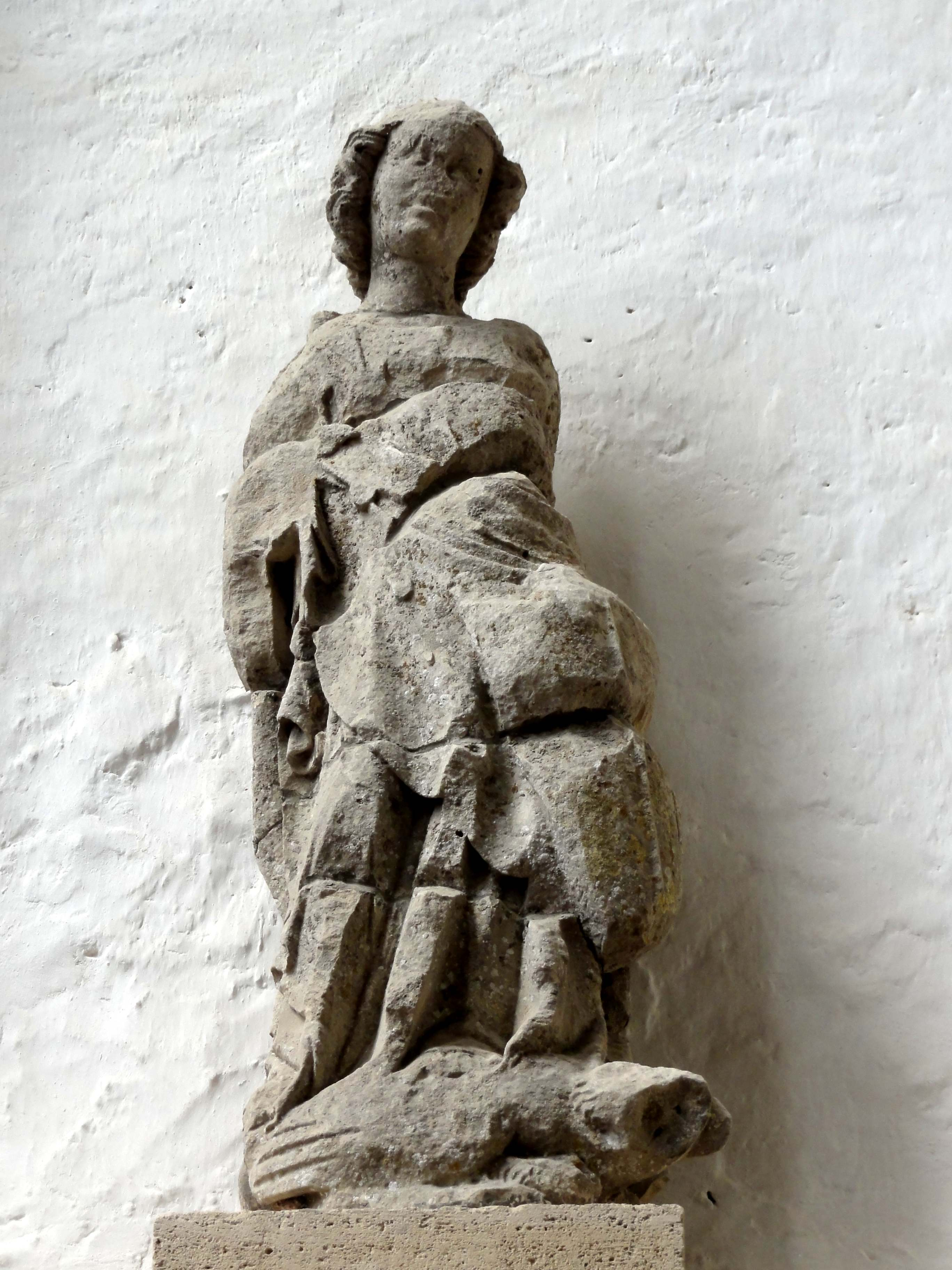
Skulptur des heiligen Michael in Larchant

Die Skulptur Saint Michel in der Basilika St-Mathurin in Larchant, einer französischen Gemeinde im Département Seine-et-Marne der Region Île-de-France, wurde im 14. Jahrhundert geschaffen. 
Im Jahr 1948 wurde die Skulptur des Erzengels Michael als Monument historique in die Liste der denkmalgeschützten Objekte (Base Palissy) in Frankreich aufgenommen.
Die circa 75 Zentimeter hohe Skulptur aus Stein stellt den heiligen Michael dar, wie er Luzifer besiegt. Sie stand ursprünglich an der Fassade über einem Fenster.